# Temognatha aquilonia
Temognatha aquilonia es una especie de escarabajo del género Temognatha, familia Buprestidae. Fue descrita científicamente por Petersonen  1991.